# Abiko
Abiko (japanska: 我孫子市?, Abiko-shi) är en stad i prefekturen Chiba på den östra delen av ön Honshu. Den har cirka 130 000 invånare. Staden är en del av Tokyos storstadsområde och är belägen vid Tonefloden. Abiko fick stadsrättigheter 1 juli 1970.